# ソビエト連邦中央テレビ
ソビエト連邦中央テレビ（ソビエトれんぽうちゅうおうテレビ、ロシア語: Центральное телевидение СССР）とは、かつて存在したソビエト連邦の国営テレビ局である。

## 概要
放送される番組の内容としては報道番組や教育番組などであった。国営放送局であるため、報道番組は政府の論調が反映されていた。赤の広場での軍事パレード放映なども行われ、西側諸国からソビエト連邦の内政などの国内情勢に関する情報の情報源でもあり、しばしば西側のテレビでもソビエト連邦中央テレビが引用された。

## 主な番組
- ヴレーミャ（英: Vremya、露: Время）「（ニュースの）時間」という意味。1994年現在、同局を引き継いだチャンネル1で、夜9時から放送されている。